# Brdarica
Brdarica (Servisch cyrillisch Брдарица) is een plaats in de Servische gemeente Koceljeva. De plaats telt 1519 inwoners (2002).